# 10. februar
10. februar je 41. dan leta v gregorijanskem koledarju. Ostaja še 324 dni (325 v prestopnih letih).

## Dogodki
- 1763 – Kanada postane britanska kolonija
- 1798 – Francozi zavzamejo Rim in izženejo papeža
- 1840 – Kraljica Viktorija se poroči z princem Albertom Saškim-Coburškim.
- 1940 – v risanki se prvič pojavita maček Tom in mišek Jerry (Tom in Jerry)
- 1947 – v Parizu podpis mirovne pogodbe z Italijo, Madžarsko, Romunijo, Bolgarijo in Finsko
- 1970 – snežni plaz v Val d'Isèru zasuje hotel z 250 gostmi
- 2006 – začetek šestinštiridesetih olimpijskih iger (enaindvajsetih zimskih)
- 2007 – ustvarjen 39.000. članek na slovenski Wikipediji

## Rojstva
- 1745 – Levin August Gottlieb Theophil von Bennigsen, nemški general († 1826)
- 1835 – Victor Hensen, nemški fiziolog († 1925)
- 1861 – Matija Murko, slovenski književni zgodovinar († 1952)
- 1861 – James Mooney, ameriški etnolog († 1921)
- 1878 – Zdenek Nejedly, češki muzikolog, akademik († 1962)
- 1887 – Janko Lavrin, slovenski zgodovinar, esejist, prevajalec († 1986)
- 1888 – Alfredo Pacini, italijanski kardinal († 1967)
- 1890 – Boris Leonidovič Pasternak, ruski pisatelj, pesnik, nobelovec 1958 († 1960)
- 1892 – Günther Blumentritt, nemški general († 1967)
- 1893 – Bill Tilden, ameriški tenisač († 1953)
- 1896 – Allan Francis John Harding, britanski feldmaršal († 1989)
- 1898 – Bertolt Brecht, nemški dramatik, pesnik, gledališki režiser († 1956)
- 1902 – Walter Houser Brattain, ameriški fizik, nobelovec 1956 († 1987)
- 1910 – sir Douglas Bader, britanski vojaški pilot, letalski as, častnik († 1982)
- 1910 – Dominique Pire, belgijski dominikanski redovnik, nobelovec, humanitarec († 1969)
- 1922 – Árpád Göncz, madžarski politik († 2015)
- 1947 – Louise Arbour, kanadska pravnica, političarka
- 1950 – Mark Spitz, ameriški plavalec
- 1962 – Cliff Burton, ameriški basist Metallice († 1986)
- 1962 – Randy Velischek, kanadski hokejist slovenskega rodu
- 1968 – Peter Popovic, švedski hokejist
- 1991 – Emma Roberts, ameriška filmska in televizijska igralka, pevka

## Smrti
- 1126 – Vilijem IX. Akvitanski, vojvoda in trubadur (* 1071)
- 1134 – Robert Curthose, normandijski vojvoda, križar (* 1054)
- 1153 – Taira Tadamori, poglavar klana Taira, guverner (* 1096)
- 1162 – Baldvin III., jeruzalemski kralj (* 1130)
- 1242 – cesar Šidžo, 87. japonski cesar (* 1231)
- 1242 – Verdijana, italijanska puščavnica, svetnica (* 1182)
- 1280 – Margareta II. Flandrijska, grofica Flandrije in Hainauta (* 1202)
- 1288 – Henrik III., meissenški mejni grof, lužiški deželni grof (* 1215)
- 1306 – John III. Comyn, škotski vojskovodja, baron Badenoch
- 1307 – Temür Kan, mongolski kan, kot Čengzong, cesar dinastije Yuan (* 1265)
- 1346 – Klara iz Riminija, italijanska frančiškanska nuna, spokornica, svetnica (* 1282)
- 1367 – Bohemond II., trierski nadškof, nemški volilni knez
- 1722 – Bartholomew Roberts, valižanski pirat (* 1682)
- 1755 – Charles de Secondat, baron de Montesquieu, francoski filozof (* 1689)
- 1829 – Leon XII., papež (* 1760)
- 1837 – Aleksander Sergejevič Puškin, ruski pesnik, pisatelj, dramatik (* 1799)
- 1840 – Ferenc Xaver Berke, slovenski duhovnik in pisatelj na Ogrskem (* 1764)
- 1868 – sir David Brewster, škotski fizik, pisatelj (* 1781)
- 1878 – Claude Bernard, francoski fiziolog (* 1813)
- 1891 – Sofja Vasiljevna Kovalevska, ruska matematičarka (* 1850)
- 1912 – Joseph Lister, angleški zdravnik (* 1827)
- 1918 – Abdul Hamid II., osmanski sultan (* 1842)
- 1918 – Ernesto Teodoro Moneta, italijanski novinar, pacifist, nobelovec, (* 1833)
- 1923 – Wilhelm Conrad Röntgen, nemški fizik, nobelovec 1901 (* 1845)
- 1932 – Richard Horatio Edgar Wallace, angleški pisatelj, novinar (* 1875)
- 1939 – Pij XI., papež (* 1857)
- 1944 – Carl Meinhof, nemški jezikoslovec (* 1857)
- 1944 – Eugène Michel Antoniadi, grški astronom turškega rodu (* 1870)
- 1950 – Marcel Mauss, francoski sociolog, antropolog (* 1872)
- 1954 – Wilhelm Schmidt, nemški duhovnik, antropolog (* 1868)
- 1960 – Alojzije Stepinac, hrvaški kardinal (* 1898)
- 1979 – Edvard Kardelj, slovenski politik (* 1910)
- 1992 – Alex Palmer Haley, ameriški zgodovinar, pisatelj (* 1921)
- 2005 – Arthur Miller, ameriški dramatik (* 1915)
- 2008 – Roy Scheider, ameriški igralec (* 1932)
- 2014 – Shirley Temple, ameriška filmska in televizijska igralka, pevka, plesalka, ambasadorka (* 1928)
- 2014 – Tomaž Pengov, slovenski glasbenik in kantavtor (* 1949)

## Prazniki in obredi
- Krščanski prazniki
  - Avstreberta
  - Haralampij
  - José Sánchez del Río
  - Sholastika
  - 10. februar (vzhodna pravoslavna liturgika)
- Praznik svetega Pavla (Malta)
- dan Fenkila (Eritreja)
- dan združitve kurdskih avtorjev (iraški Kurdistan)
- dan spomina na optante in žrtve fojb (Italija)

## Goduje
- sveta Sholastika
- sveti Viljem Veliki